# Sigrid Eklöf-Trobäck
Sigrid Evelina Eklöf-Trobäck, född 14 maj 1873 i Stockholm, död 19 juni 1948 i Täby, var en svensk operettsångerska (sopran) och teaterdirektör.

## Biografi
Eklöf kom redan som nioåring till Stockholmsoperans balettskola, där hon stannade i sex år. Som sextonårig fick hon engagemang vid Wilhelm Rydbergs teatersällskap och därmed började ett turnéliv som kom att vara livet ut. Karriären fortsatte med engagemang hos Axel Collijn 1890, Axel Bosin 1891, Vasateatern 1892-1895. Hösten 1895 kom hon till Mauriz Fröbergs operettsällskap, där hon spelade Fiametta i Boccaccio och Adèle i Läderlappen. Under 1896-1900 spelade hon på Eldorado i Kristiania och 1900-1902 hos Emil Lindén. Hon återvände för en tid till Kristiania för att sedan 1903-1904 få en anställning vid Albert Ranfts sällskap och 1907-1909 hos Anton Salmson.
Hösten 1909 startade Eklöf ett eget opera- och operettsällskap. Efter kontakter med Folkparkernas centralorganisation blev hon ledare för deras första egna operettproduktion 1918. Det blev starten för Centraloperetten, där Eklöf-Trobäck var chef för olika avdelningar under 1920- och 1930-talen. Hon arrangerade egna turnéer i folkparkerna fram till 1943.
Hon var 1903–1912 gift med musikdirektör Otto Trobäck (1872–1938).

## Teater

### Roller
| År   | Roll                       | Produktion                                                                                        | Regi                 | Teater           |
| ---- | -------------------------- | ------------------------------------------------------------------------------------------------- | -------------------- | ---------------- |
| 1893 | Kinesiskan, mekanisk docka | Dockféen (Die Puppenfée) Josef Bayer                                                              |                      | Vasateatern      |
| 1907 | Medverkande                | Den förgyllda lergöken, revy Emil Norlander                                                       |                      | Kristallsalongen |
| 1902 | Fritz                      | Primadonnan (La Diva) Charles Weinberger, Bernhard Buchbinder och Josef Wattke                    |                      | Olympiateatern   |
| 1922 |                            | Två man om en änka (Der Regementspapa) Victor Hollaender, Heinrich Storbitzer och Richard Kessler | Sigrid Eklöf-Trobäck | Centraloperetten |

### Regi
| År   | Produktion                           | Upphovsmän                                                 | Teater           |
| ---- | ------------------------------------ | ---------------------------------------------------------- | ---------------- |
| 1922 | Två man om en änka Der Regementspapa | Victor Hollaender, Heinrich Storbitzer och Richard Kessler | Centraloperetten |
| 1922 | Lilla helgonet Mam'zelle Nitouche    | Hervé, Henri Meilhac och Albert Millaud                    | Centraloperetten |